# Papá Liborio
Olivorio Mateo Ledesma o Papá Liborio (1876, San Juan de la Maguana- 27 de junio de 1922) fue un dominicano curandero, ocultista, líder mesiánico y revolucionario de la República Dominicana.Proveniente de un medio rural, sus acciones guerrilleras fueron consideradas una amenaza para los gobiernos de la República Dominicana y para la intervención militar norteamericana, a la que se enfrentó en dieciséis oportunidades.
Su popularidad en el medio rural de la República Dominicana continúa presente, con un altar en San Juan de la Maguana a los que se dirigen las personas para pedirle favores. Ha sido revindicado en muchas expresiones de la cultura popular, como el cine, la música y la literatura.

## Biografía
Era hijo de Andrés Mateo y Sacarila Ledesma, agricultores que vivían de la explotación de pequeños predios agrícolas. La figura mesiánica de Olivorio surgió a principios del siglo XX en San Juan de la Maguana. 
Cuenta una leyenda que Olivorio Mateo Ledesma (Papa Liborio) desapareció por varios días durante un inesperado huracán ocurrido en el Valle de San Juan en 1908. Nadie supo de él, hasta que apareció a los 7 días meditando, sentado en las tierras de su padre. Este era el inicio de su triple misión como curandero, profeta y guerrillero. Se presentó como un hombre de barbas largas que recibió un mensaje divino mientras estuvo perdido y se autoproclamó enviado de Dios.  Curaba enfermos con un trago de ron y un tomo llamado "Tirindanga", a la vez que exhortaba a la gente a vivir en paz, incentivaba el culto a la Santísima Trinidad y hacía dramáticas profecías.
Fue llamado por algunos de sus seguidores el Maestro o simplemente Papá y se convirtió en una especie de mesías para los habitantes de la región sur de República Dominicana.  Su arraigo como líder lo convirtió en fuente de preocupación para los gobiernos de Ramón Cáceres y Eladio Victoria e igualmente fue considerado un peligro por las fuerzas de ocupación estadounidense de la primera intervención militar norteamericana en la República Dominicana.
Entre 1916 y 1922, se enfrentó en 16 ocasiones a las fuerzas de ocupación que detentaban el poder en el país. En 1920, Liborio consintió en entregar las armas que había en el grupo, pero algunos de sus seguidores, sobre todos algunos perseguidos de la justicia que se habían refugiado en el movimiento, se opusieron. A partir de entonces, el gobierno de intervención consideró a Liborio el guerrillero más peligroso del país y agilizó los aprestos para darle muerte.
Ese mismo año, Liborio y los soldados regulares bajo el mando de las tropas de intervención libraron en el lugar conocido como «La Peñita» un fuerte combate, el cual dejó un saldo de decenas de muertos y 67 heridos. En esa ocasión, el «Maestro» logró escapar con vida y se atrincheró con más de 200 hombres en la loma Sabrosa, en el noroeste de la república, próximo a la frontera,.
En ese último punto, Liborio Mateo Ledesma fue abatido a tiros el 27 de junio de 1922, al igual que uno de sus hijos.

## En la cultura popular
El cantautor dominicano Luis Díaz, compuso la canción Liborio en su honor en la que relata las hazañas del personaje campesino. El tema está contenido el álbum Luis «Terror» Días del año 1984.

### Cine
En el 2021, el cineasta y editor dominicano Nino Martínez Sosa dirigió y coescribió la película Liborio, protagonizada por el actor Vicente Santos como Papá Liborio. La película cuenta la historia de Liborio luego de perderse en el huracán, su reapareción al cabo de unos días como un profeta y curando a los enfermos, su vida en las montañas con sus seguidores y su enfrentamiento con un contingente del Cuerpo de Marines enviado por Estados Unidos para restaurar el orden en el país.